# Jean-Louis Colliot-Thélène
Jean-Louis Colliot-Thélène (Quimper, 2 de dezembro de 1947) é um matemático francês. Trabalha principalmente com teoria dos números e geometria algébrica.
Foi palestrante convidado do Congresso Internacional de Matemáticos em Berkeley, Califórnia (1986).
Em 1991 foi laureado com o primeiro Prémio Fermat.